# حزب الرابطة اليمنية
حزب الرابطة اليمنية حزب سياسي يمني ، تقدم للتسجيل في لجنة شئون الأحزاب 19 فبراير 1997 . الأمين العام للحزب عوض أحمد البتراء .

## العملية السياسية
- شارك في الانتخابات النيابية الأولى 1993 و الثانية 1997 ولم يحصل على أي مقعد .
- شارك في الانتخابات النيابية الثالثة 2003 ولم يحصل على أي مقعد وحصل على 1383 صوت من إجمالي الأصوات الصحيحة البالغ عددها 5996049 وبنسبة  0.02%.